# 王雄 (正德進士)
王雄（1475年—？），字文翀，錦衣衛官籍，山東長山縣人，明朝政治人物。

## 生平
正德五年（1510年）庚午科順天府鄉試第八十六名舉人。正德六年（1511年）中式辛未科會試第二百名，登第三甲第四十二名進士。

## 家族
曾祖王友才；祖父王興，曾任□官；父王綱，母李氏。慈侍下。兄王英（百户）。弟王俊、王傑。